# Quint Pomponi
Quint Pomponi (en llatí Quintus Pomponius) va ser un magistrat romà del segle iv aC. Formava part de la gens Pompònia, una família romana d'origen plebeu.
Era segurament fill de Marc Pomponi, tribú consular l'any 399 aC. Quint Pomponi va ser elegit tribú de la plebs el 395 aC any en què va donar suport al senat en l'oposició a establir una colònia romana a Veïs. El seu col·lega Aule Virgini va prendre la mateixa posició. Dos anys després els cònsols van ser acusats per haver-se negat a donar suport a la proposta, i van haver de pagar una forta multa.